# Solenocaulon chinense
Solenocaulon chinense is een zachte koraalsoort uit de familie Anthothelidae. De koraalsoort komt uit het geslacht Solenocaulon. Solenocaulon chinense werd in 1916 voor het eerst wetenschappelijk beschreven door Kükenthal. 